# 1690

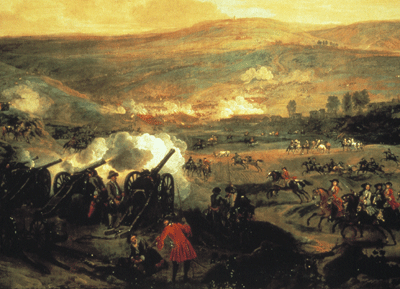
Slag aan de Boyne
Jan Wyck

Het jaar 1690 is het 90e jaar in de 17e eeuw volgens de christelijke jaartelling.

## Gebeurtenissen
maart
- 8 - In Schiedam wordt het gilde der korenwijnbranders opgericht.

april
- Het grote oorlogsschip Princes Maria wordt als eerste met behulp van scheepskamelen over Pampus gehaald.

mei
- 25 - Sint-Niklaas wordt geteisterd door een rampzalige brand die ontstaan is in een jeneverstokerij. Niet minder dan 565 huizen worden verwoest.

juli
- 1 - In het kader van de Negenjarige Oorlog komt het tot de Slag bij Fleurus, Henegouwen. Franse legers o.l.v. maarschalk Frans Hendrik van Montmorency-Bouteville verslaan de geallieerde troepen.
- 10 - Een Franse vloot onder Anne de Tourville verslaat een Engels-Nederlandse zeemacht en verkrijgt de suprematie in Het Kanaal.
- 12 - Koning Willem III van Oranje en zijn Engelse troepen winnen de Slag aan de Boyne tegen Jacobus II en zijn Ierse katholieke troepen.

oktober
- 5 - In het Kostermanoproer plunderen en slopen de Rotterdammers het woonhuis van de baljuw Jacob van Zuylen van Nijevelt.

november
- 3 - Door een zware ontploffing in het kruithuis wordt het voormalige Sint-Vincentiusklooster, in gebruik bij het garnizoen van Den Haag, totaal verwoest. Alleen de Kloosterkerk wordt behouden.

zonder datum
- Tian Thala, voorheen eerste minister, volgt Sulinya Vongsa op als 29e koning van Lan Xang.
- De dodo sterft uit.

## Beeldende kunst

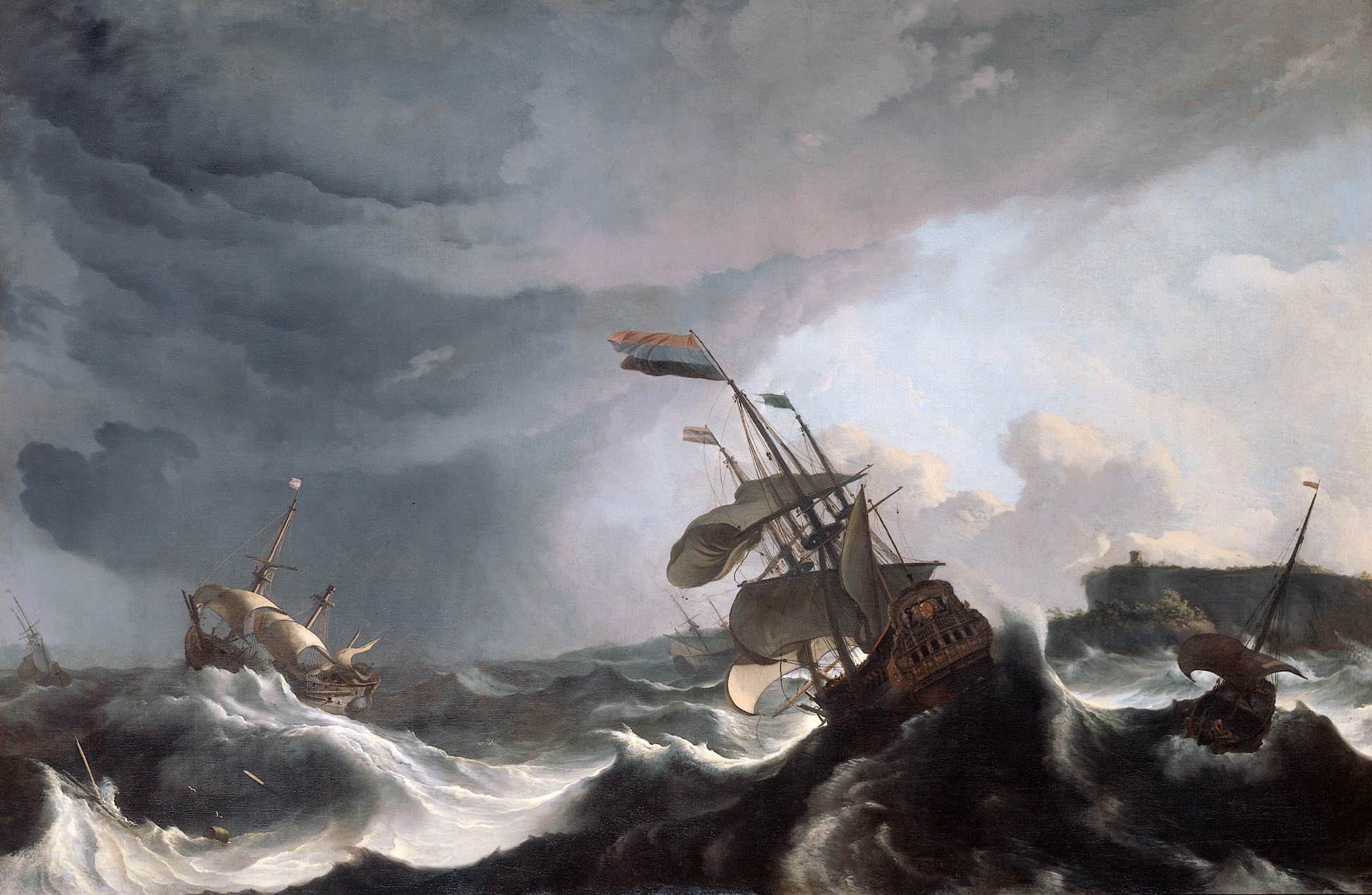
Schepen in nood (ca. 1690) Ludolf Bakhuizen, Rijksmuseum

## Bouwkunst

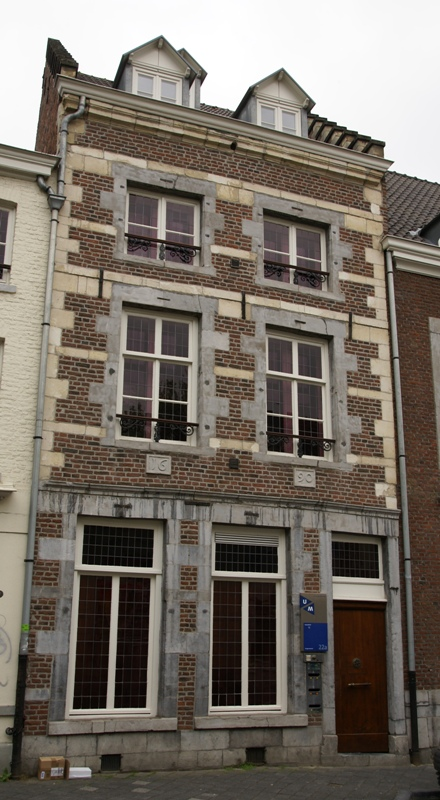
Woonhuis, Maastricht (1690)

## Geboren
januari
- 13 - Gottfried Heinrich Stölzel, Duits componist, kapelmeester en muziektheoreticus (overleden 1749)

februari
- 1 - Francesco Maria Veracini, Italiaans componist en violist (overleden 1768)
- 4 februari - Christian Müller, Duits-Nederlands orgelbouwer (overleden 1762)

maart
- 1 - Victor Amadeus I van Savoye-Carignano, prins van Savoye (overleden 1741)
- 26 - Jan Wandelaar, Nederlands kunstschilder, graveur en etser (overleden 1759)

juli
- 7 - Johann Tobias Krebs, Duitse organist en componist (overleden 1762)

datum onbekend
- Pierre-Gabriel Buffardin, Franse fluitist en componist (overleden 1768)

## Overleden
februari
- 9 - Johan Lodewijk van Nassau-Ottweiler (64), graaf van Nassau-Ottweiler